# Neretwa

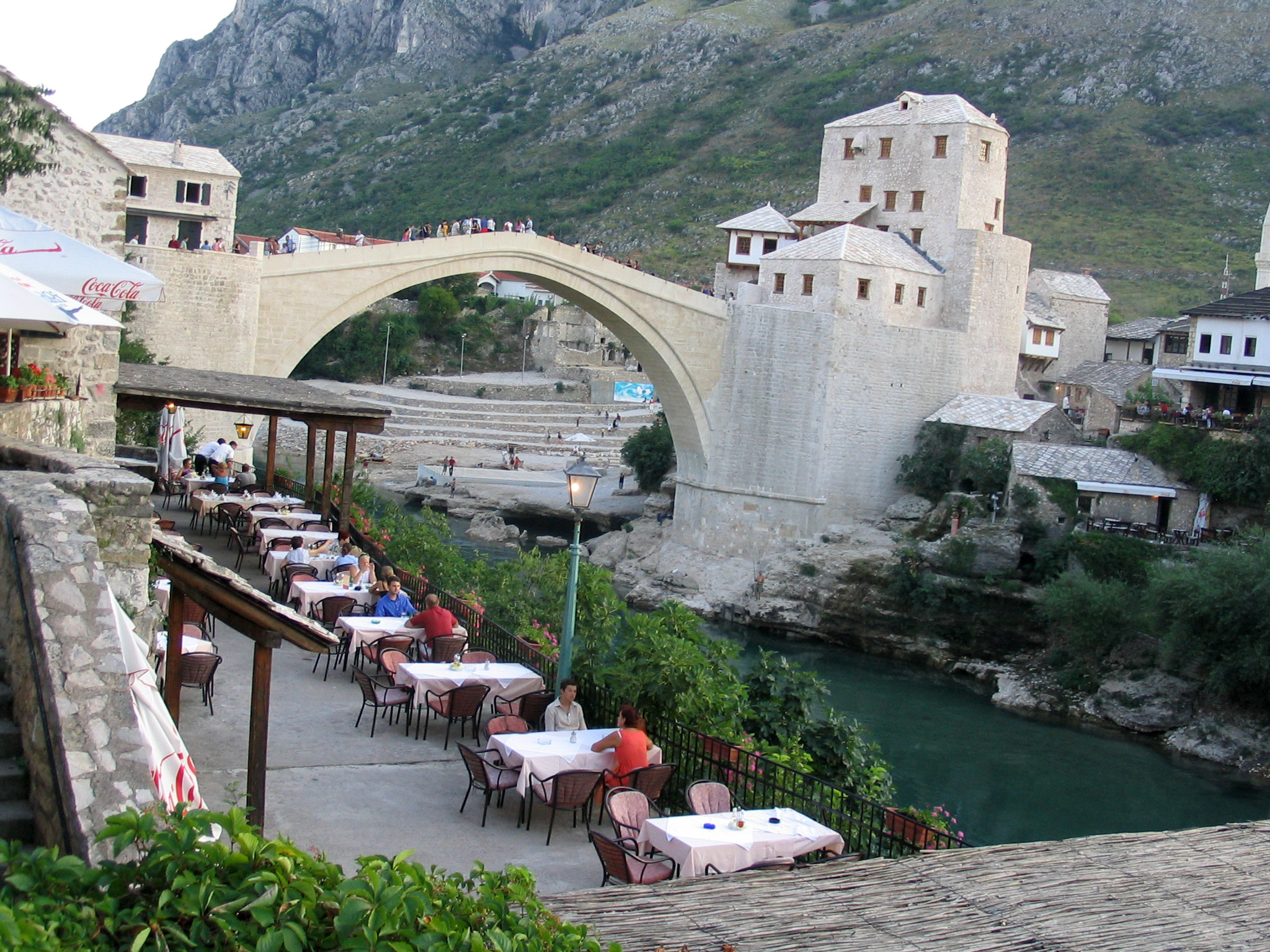
Stary Most nad Neretwą w Mostarze

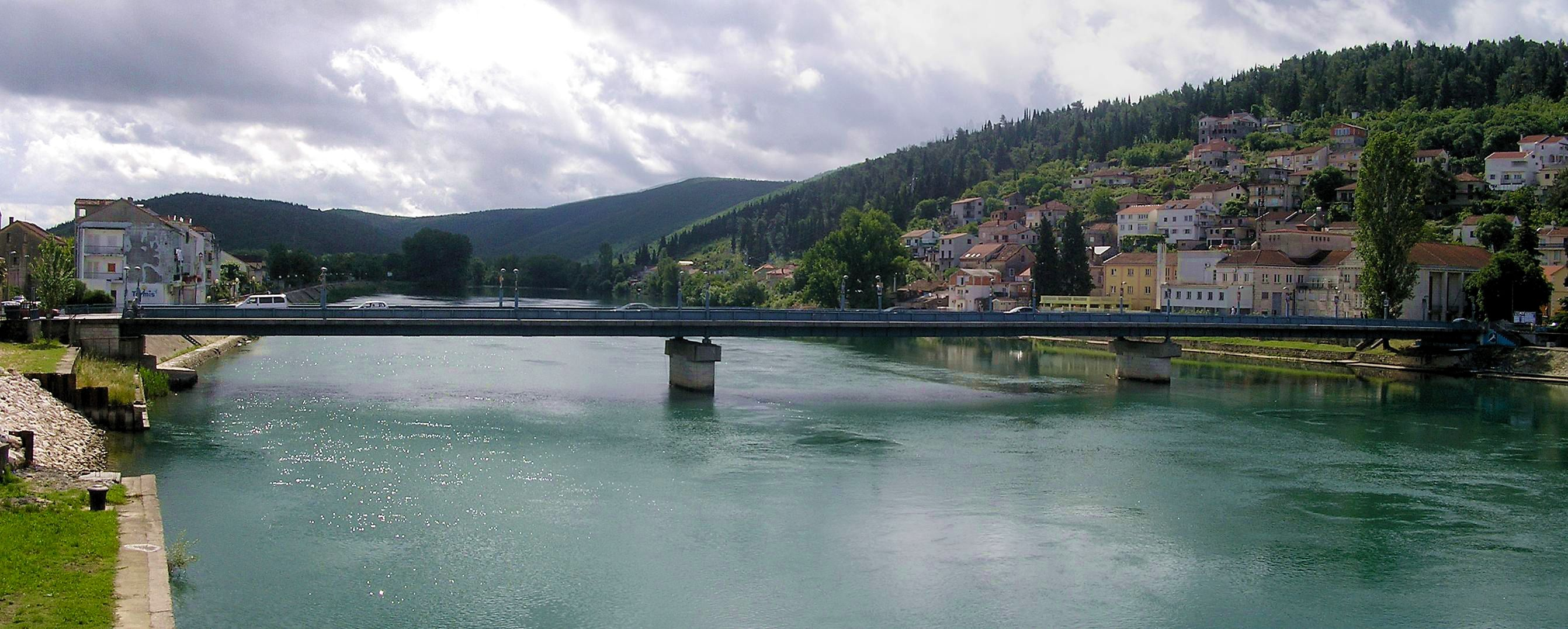
Most przez Neretwę w Metkowiciu w Chorwacji

Neretwa (Neretva) – rzeka w Bośni i Hercegowinie i Chorwacji, uchodząca do Adriatyku. Największa i najdłuższa rzeka po wschodniej stronie basenu Adriatyku. Długość: 225 km, w tym 203 km w Bośni i Hercegowinie, 22 km w Chorwacji. Średni przepływ w mieście Metković (około 20 km od ujścia): 378 m³/s. Powierzchnia dorzecza: 9106 km².
Główne dopływy:
- prawe
  - Rakitnica
  - Rama
  - Trebižat
- lewe
  - Buna
  - Bregava

Źródła Neretwy znajdują się na wysokości 1095 m n.p.m. na przełęczy Gredelj między pasmami Zelengora i Lebršnik w Górach Dynarskich. Płynie na północny zachód, podobnie jak wszystkie większe rzeki Hercegowiny. Między miejscowościami Konjic i Jablanica tworzy przełom. Następnie okrąża od północy i zachodu masyw Prenj i kieruje się na południe. Uchodzi do Adriatyku deltą o powierzchni około 120 km².
Od Konjica do ujścia doliną Neretwy biegną linia kolejowa Sarajewo – Ploče i szosa. Koło Jablanicy znajduje się sztuczny zbiornik wodny Jablaničko jezero, a na odcinku między Jablanicą a Mostarem – kilka zapór wodnych z hydroelektrowniami.
Główne miejscowości nad Neretwą:
- Konjic
- Jablanica
- Mostar
- Počitelj
- Čapljina
- Metković

Przez Neretwę prowadzi Stary Most w Mostarze – zabytek z listy światowego dziedzictwa UNESCO, zniszczony podczas wojny w 1993 roku, odbudowany w 2004.